# Beach Boys Concert
Beach Boys Concert ist das achte Album der Beach Boys. Es erschien am 19. Oktober 1964 und landete als erstes Rock-Live-Album auf Platz eins der US-LP-Hitparade. Es verbrachte 54 Wochen in den Top 100.

## Geschichte
Die Aufnahmen stammen von einem Auftritt der Band am 1. August 1964 im „Civic Auditorium“ in Sacramento (Kalifornien). Allerdings waren die Fans bei diesem Konzert so laut (und die Aufnahmetechnik noch so wenig entwickelt), dass viele der Aufnahmen (z. B. von Don't Back Down, Be True To Your School, Surfer Girl) für eine Veröffentlichung nicht geeignet waren und einige andere (vor allem I Get Around und Fun, Fun, Fun) im Studio nachbearbeitet (overdubbed) werden mussten. I get around wurde sogar ganz im Studio neu aufgenommen und nur mit dem mitgeschnittenen Kreischen der Fans unterlegt. Nur fünf Lieder auf dieser LP sind wirklich ein Originalmitschnitt dieses Konzertes. Die Stimme, die die Beach Boys zu Beginn ansagt, gehört Fred Vail, der damals, vor seiner späteren Karriere als Konzertveranstalter, in Sacramento als Diskjockey arbeitete.
Das Album enthält neben fünf Originalliedern der Beach Boys überwiegend Coverversionen. Die meisten davon wurden nie auf einem Studioalbum der Beach Boys verwendet.
Das Album erschien in Stereo, produziert wurde es von Brian Wilson.

## Titelliste
1. Fun, Fun, Fun – 2:26
2. The Little Old Lady from Pasadena – 3:00
3. Little Deuce Coupe – 2:27
4. Long Tall Texan – 2:25
5. In My Room – 2:25
6. Monster Mash – 2:27
7. Let’s Go Trippin’ – 2:34
8. Papa-Oom-Mow-Mow – 2:18
9. The Wanderer – 2:00
10. Hawaii – 1:51
11. Graduation Day – 3:29
12. I Get Around – 2:42
13. Johnny B. Goode – 1:56

## Songinfos
Die Lieder Fun, Fun, Fun, Little Deuce Coupe, In My Room, Hawaii und I Get Around stammen von den Beach Boys.
The Little Old Lady from Pasadena war ein Top-3-Hit von Jan & Dean. Roger Christian, Co-Songwriter und Freund von Brian Wilson, hatte am Text mitgearbeitet. Brian Wilson sollte später an vielen Liedern des Duos mitarbeiten.
Little Deuce Coupe enthält eine Ansage von Mike Love, in der er die Band vorstellt.
Long Tall Texan stammt im Original von Murry Kellum. Eine bekannte Version des Liedes wurde von den Kingsmen aufgenommen. Hier spielt Mike Love kurz das Saxophon.
Monster Mash stammt von Bobby Pickett und war 1962 ein Nummer-1-Hit für seine Band The Crypt-Kickers. Die Beach Boys änderten eine kleine Textzeile, damit ihr Name im Lied vorkommt. Das Schallplattencover zeigt die Band beim Spielen dieses Liedes.
Let’s Go Trippin’ ist eine Coverversion von Dick Dale. Es wurde bereits auf dem zweiten Album der Beach Boys veröffentlicht.
Papa-Oam-Mow-Mow ist eine weitere Coverversion, diesmal von The Rivingtons. Eine Studioversion befindet sich auf dem Beach Boys’ Party!-Album.
The Wanderer ist das bekannteste Lied von Dion. Dennis Wilson übernahm hier den Lead-Gesang, das Schlagzeug wurde von Brian Wilson gespielt.
Graduation Day stammt von The Four Freshmen. Am Ende des Liedes befindet sich ein überraschender Einsatz von Dennis. Eine Studioversion befindet sich als Bonustrack auf der Neuveröffentlichung The Beach Boys Today/Summer Days (And Summer Nights!!) (2001).
Johnny B. Goode stammt von Chuck Berry.